# 161-es busz (Budapest)
A budapesti 161-es jelzésű autóbusz az Örs vezér teréről induló körforgalmi járat. Kőbányáról a Fehér út – Élessarok – Jászberényi út – Pesti út útvonalon jut el Rákoskeresztúr központjába ugyanúgy, ahogyan a régi 61-es, és innen a régi 161-es vonalán indul el Rákoscsaba felé a Csabai út – Péceli út – Zrínyi utca útvonalon éri el a Kucorgó teret, ahonnan a Pesti úton megy vissza Rákoskeresztúr, városközpontba, s onnan ugyanolyan útvonalon éri el az Örs vezér terét, ahogyan érkezett. Külső végállomása jelképesen a Kucorgó tér, de ez csak a menetrend könnyebb áttekinthetősége érdekében van. A járatot a Budapesti Közlekedési Zrt. üzemelteti.

## Járművek
Az új paraméterkönyv bevezetése óta (2008. szeptember 6.) a 161-es és 161A viszonylatokon hétköznap 7 Ikarus 435-ös és 3 Volvo 7700A, szombaton 3 Ikarus 435-ös és 4 Volvo 7700A közlekedik, míg vasárnap és ünnepnapokon 5 Ikarus 260-as és 2 Ikarus 412-es típusú szóló busz jár. (Kis szünettel ugyan, mivel 2008. november 1. és 2009. január 1. között hétfőtől péntekig csak Ikarus 280-asok és Ikarus 435-ösök voltak fellelhetők a vonalon.) A buszokat a BKV Cinkotai garázsa állítja ki.
Jelenleg a vonalon jellemzően Mercedes-Benz Conecto, valamint hétköznapokon Volvo 7700 Hybrid és Volvo 7900 Hybrid szóló buszok is közlekednek.

## Története
2008. szeptember 6-án a 61-es buszt összekötötték a 161-essel, így született meg a mai 161-es busz. Ezenkívül a régi 161-es buszt a Keresztúr-busszal is összekötötték, ez a viszonylat 201E jelzéssel közlekedik csúcsidőben Kőbánya-Kispest és Rákoscsaba között. A 61-es új jelzése 161A, és minden megállóban megáll. A 61E három járatra vált szét. Az Örs vezér tere és Rákoskert között a 97E, az Örs vezér tere és Pécel, Kun József utca között a 169E, míg a reggeli csúcsidőben az Örs vezér tere és Rákoskeresztúr, városközpont között a 261E közlekedik, ám ezek mindegyike (a régi 61E-vel ellentétben) zónázó expresszjárat.
2019. április 8-án a 201E jelzésű busz átszámozásával, valamint a Köbánya-Kispesti végállomásának Örs vezér térre áthelyezésével elindult gyorsjárata 161E járatszámmal.
2020. november 10-étől az új Fehér úti buszsáv elkészültével nem érinti a Fehér úti ipari park megállóhelyet Rákoscsaba felé, 2023. január 7-étől pedig az Örs vezér tere felé sem áll meg.

## Útvonala
| Kucorgó tér felé |
| Örs vezér tere M+H vá. – Fehér út – Élessarok – Dreher Antal út – Jászberényi út – Pesti út – Csabai út – Péceli út – Zrínyi utca – Kucorgó tér mh. |
| Örs vezér tere felé |
| Kucorgó tér mh. – Pesti út – Jászberényi út – Dreher Antal út – Élessarok – Fehér út – Örs vezér tere M+H vá.                                       |

## Megállóhelyei
Az átszállás kapcsolatok között a 161A jelzésű betétjárat nincsen feltüntetve, amely Örs vezér tere és Rákoskeresztúr, városközpont között közlekedik.
| 0  | Örs vezér tere M+H végállomás       | 72 | 10, 31, 32, 44, 45, 67, 85, 85E, 97E, 131, 144, 161E, 168E, 169E, 174, 176E, 231, 244, 276E, 277 80, 81, 82, 82A 3, 62, 62A 410, 419, 430, 440, 441, 484, 485, 486, 505, 508, 509, 510 1040, 1049, 1070, 1075, 1077, 1078 |
| 3  | Terebesi utca                       | 68 | 85 3, 62, 62A |
| 5  | Élessarok                           | ∫  | 85, 162, 168E, 262 3, 28, 28A, 37, 37A, 62, 62A |
| 6  | Sörgyár                             | 67 | 162, 168E, 262 28, 28A, 37, 37A |
| 7  | Maglódi út                          | 66 | 162, 168E, 262 484 28, 28A, 37 |
| 8  | Orion                               | 65 | 162, 262 |
| 9  | Téglavető utca                      | 65 | 162, 262 484 |
| 9  | Tárna utca                          | 64 | 162, 168E, 262 |
| 11 | Rákos vasútállomás                  | 63 | 162, 168E, 262 S60 G60 Z60 S76 S80 InterRégió |
| 12 | Athenaeum Nyomda (↓) Kozma utca (↑) | 62 | 68, 162, 195, 262, 268 484 |
| 13 | Kossuth Nyomda                      | 61 | 68, 162, 168E, 195, 262, 268 484 |
| 14 | Legényrózsa utca                    | 59 | 68, 162, 195, 262, 268 484 |
| 15 | Rézvirág utca                       | 59 | 67, 68, 161E, 162, 195, 202E, 261E, 262, 268 |
| 16 | Dombhát utca                        | 57 | 68, 162, 195, 262, 268 |
| 17 | 501. utca                           | 56 | 68, 162, 195, 202E, 262, 268 |
| 18 | Akadémiaújtelep vasútállomás        | 55 | 162, 195, 202E, 262 S80 |
| 19 | 509. utca                           | 55 | 162, 195, 202E, 262 |
| ∫  | Keresztúri út                       | 54 | 162, 195, 262 |
| 21 | 513. utca                           | ∫  | 67, 97E, 161E, 162, 169E, 195, 202E, 262 |
| 22 | Borsó utca                          | 53 | 67, 97E, 161E, 162, 169E, 195, 202E, 261E, 262 |
| 23 | Kis utca                            | 51 | 97E, 161E, 162, 169E, 195, 198, 202E, 261E, 262 |
| 24 | Bakancsos utca                      | 50 | 46, 97E, 161E, 162, 169E, 195, 198, 202E, 262 |
| 26 | Szent kereszt tér                   | 48 | 46, 97E, 161E, 162, 169E, 195, 198, 202E, 262 |
| 28 | Rákoskeresztúr, városközpont        | 47 | 46, 97E, 98, 161E, 162, 169E, 195, 198, 202E, 262 484, 485, 486, 504, 505, 506, 508, 509, 510 1070, 1075 |
| ∫  | Mezőtárkány utca                    | 45 | 97E, 161E, 202E |
| 30 | Szárny utca                         | ∫  | 161E, 162, 169E, 202E, 262 |
| ∫  | Oroszvár utca                       | 44 | 97E, 161E, 202E |
| ∫  | Sági utca                           | 43 | 97E, 161E, 202E |
| 31 | Szabadság sugárút                   | ∫  | 161E, 162, 169E, 202E, 262, 297 |
| ∫  | Tápióbicske utca                    | 42 | 97E, 161E, 202E 504, 505, 506, 508, 509, 510 |
| ∫  | Kisvárda utca                       | 41 | 97E, 161E, 202E |
| 32 | Lemberg utca                        | ∫  | 161E, 169E, 202E |
| ∫  | Vecsey Ferenc utca                  | 41 | 97E, 161E, 202E |
| 33 | Óvónő utca                          | ∫  | 161E, 169E, 202E |
| 34 | Csaba vezér tér                     | ∫  | 161E, 169E, 202E, 269, 298 |
| 35 | Alsódabas utca                      | ∫  | 161E, 162, 202E, 262, 298 |
| 37 | Regélő utca                         | ∫  | 161E, 162, 202E, 262 |
| 38 | Császárfa utca                      | ∫  | 161E, 162, 202E, 262 |
| 38 | Nagyszentmiklósi út                 | ∫  | 161E, 162, 202E, 262 |
| 40 | Kucorgó tér                         | 40 | 97E, 161E, 162, 197, 202E, 262 504, 505, 506, 508, 509, 510 |

## Képgaléria

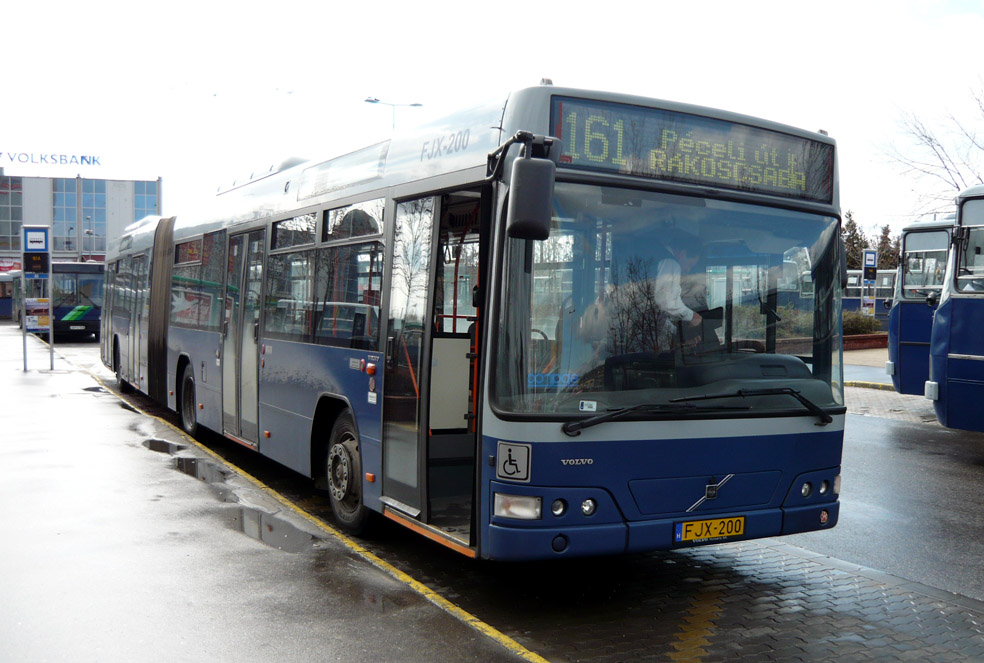
Volvo 7700A
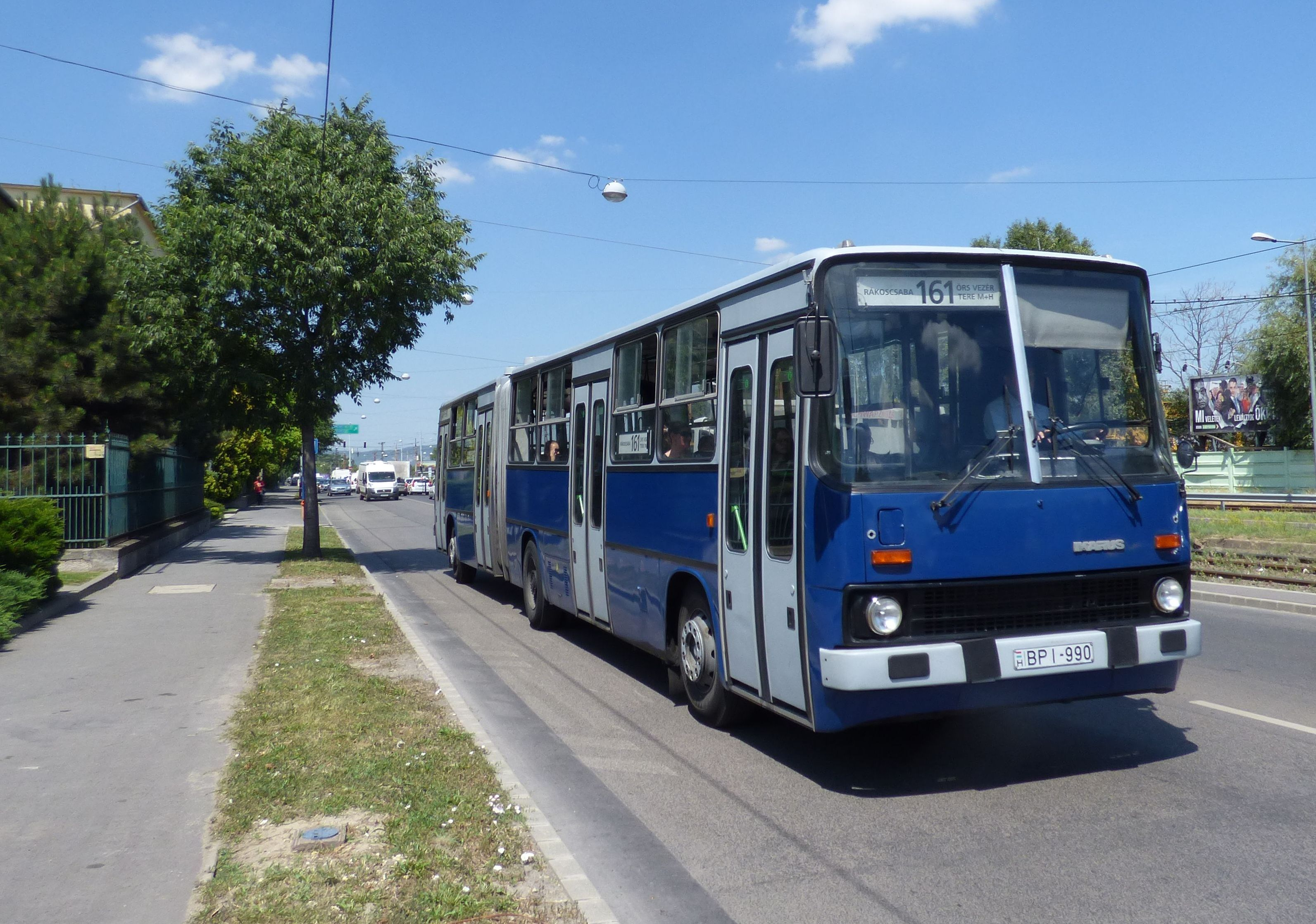
Ikarus 280
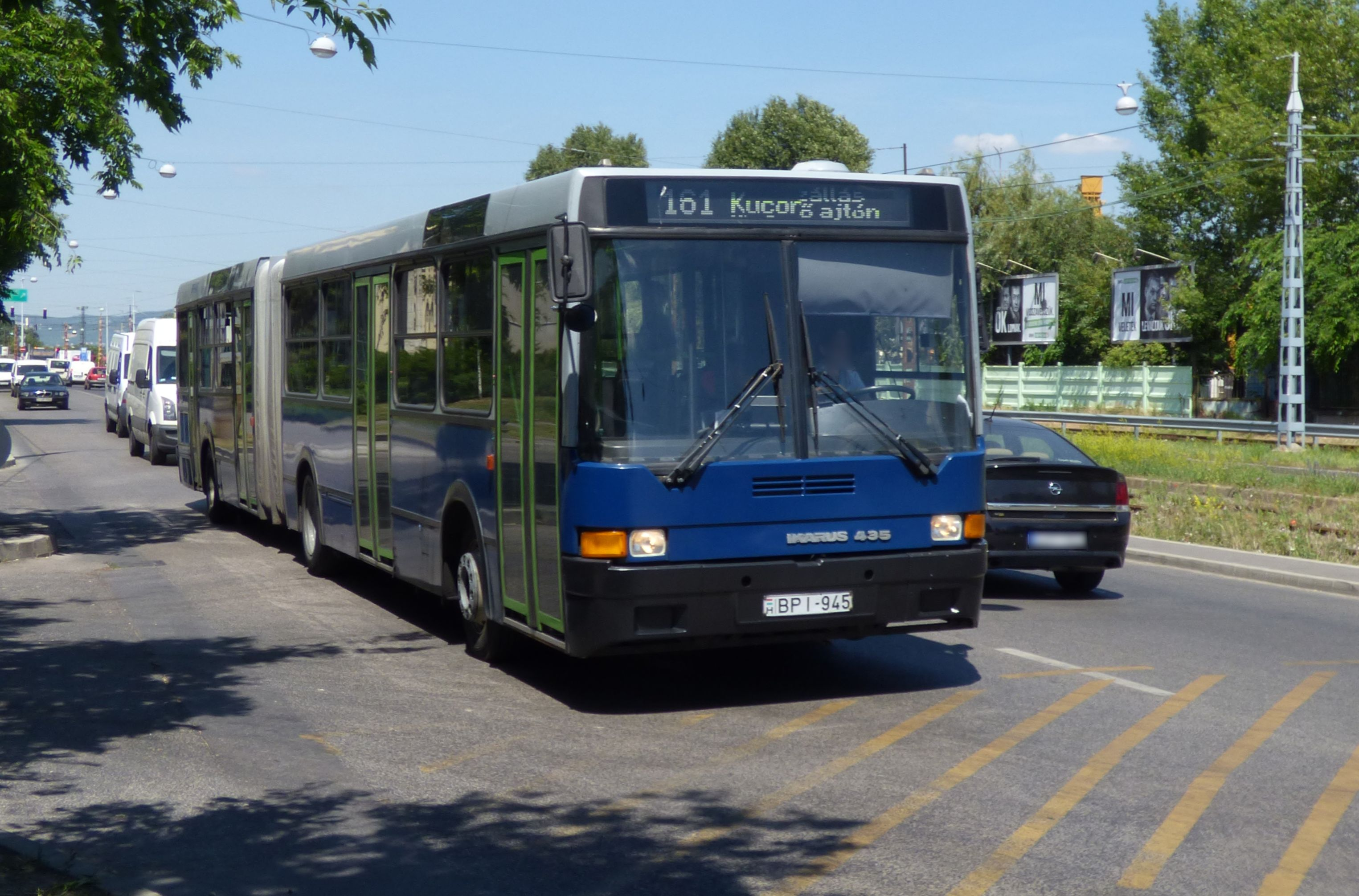
Ikarus 435